# Chiloda
Chiloda è una suddivisione dell'India, classificata come census town, di 4.457 abitanti, situata nel distretto di Gandhinagar, nello stato federato del Gujarat. In base al numero di abitanti la città rientra nella classe VI (meno di 5.000 persone).

## Geografia fisica
La città è situata a 23° 13' 25 N e 72° 44' 10 E.

## Società

### Evoluzione demografica
Al censimento del 2001 la popolazione di Chiloda assommava a 4.457 persone, delle quali 2.448 maschi e 2.009 femmine. I bambini di età inferiore o uguale ai sei anni assommavano a 662, dei quali 379 maschi e 283 femmine. Infine, coloro che erano in grado di saper almeno leggere e scrivere erano 2.885, dei quali 1.854 maschi e 1.031 femmine.